# Kushadevi
Kushadevi (nep. कुशादेवी) – gaun wikas samiti w środkowej części Nepalu w strefie Bagmati w dystrykcie Kavrepalanchok. Według nepalskiego spisu powszechnego z 2001 roku liczył on 1426 gospodarstw domowych i 7314 mieszkańców (3862 kobiet i 3452 mężczyzn).